# Фарфоровый Трианон
Фарфоровый Трианон (фр. Trianon de porcelaine) — первый комплекс зданий, построенный в 1670 году на месте деревушки Трианон по заказу короля Франции Людовика XIV. Поселение очень выгодно располагалось в непосредственной близости от садов Версаля, поэтому было откуплено королём и присоединено к Версальским владениям.
Это здание, представлявшее собой нечто среднее между шато и садовой постройкой, было сооружено из облегчённых конструкций с деревянным каркасом. Снаружи оно было облицовано керамическими плитками, откуда и возникло название «Фарфоровый Трианон». Предполагалось, что в этом здании король мог слегка перекусить во время прогулок по Версальскому парку.
Такое недолговечное сооружение не могло противостоять ненастной погоде, и его разрушили в 1687 году, чтобы впоследствии на этом месте возвести дворец Большой Трианон.

## История
По мере того как Версаль становился властной вершиной французского королевства, король Людовик XIV начал испытывать необходимость в укромном месте, где он мог бы отдохнуть и получить удовольствия. С этой целью король в период между 1662 и 1665 годами покупает земли небольшой деревушки Трианон, располагавшейся на северо-западе от Версальских владений, и прикрепляет эту территорию к землям короны. Церковь и крытые соломой хижины Трианона были разрушены в 1668 году, а кладбище в 1670 году перенесли в соседнее поселение.
Стройка, которая проходила здесь в зиму 1670—1671 годов, была доверена первому королевскому архитектору Луи Лево. В проекте, завершённом его учеником Франсуа д’Орбэ, было предусмотрено 5 особнячков — одноэтажный павильон короля с фасадом в 5 оконных проёмов, перед которым построили ещё 4 павильона меньшего размера. Стены павильонов снаружи были покрыты бело-синими фаянсовыми плитками «в китайском стиле». Данный образ был навеян рассказами миссионеров, вернувшихся из Индии и Китая, о знаменитой фарфоровой башне Нанкина, считавшейся тогда восьмым чудом света. Фарфор во Франции тогда ещё отсутствовал, и интенданты заказали большое количество фаянсовых плиток на мануфактурах Делфта, Руана, Невера, Лизьё и Сен-Клемана, а также печь для обжига керамики, которую установили на Ферме Королевы.
Декор построек был оживлён несколькими бледно-жёлтыми и бледно-зелёными керамическими плитками. Балюстрада и кровля павильона были обильно украшены фаянсовыми вазами, разрисованными птицами в натуральную величину, а также амурами с луком и стрелами. Эти элементы декора Людовик XIV, вероятно, распорядился использовать повторно в 1710 году при оформлении Детского острова, устроенного поблизости от бассейна Нептуна. В ходе второго этапа декорационных работ, выполненных в период между 1672 и 1674 годами, павильон получил новые декоративные элементы.
Устроив такое оформление и великолепный сад, Людовик XIV, помимо прочего, сделал политический шаг, поставив под сомнение монополию Республики Соединённых провинций в сфере флористики.
Начиная с сентября 1671 года предназначение этого уголка Версальских владений изменилось. Теперь король укрывал здесь свои любовные отношения с мадам Монтеспан, своей официальной фавориткой. Но в 1687 году король Людовик XIV приказал разрушить Фарфоровый Трианон. Причина была в том, что поразительный фаянсовый декор павильонов оказался недолговечен и очень скоро на стенах появились трещины. Снос Фарфорового Трианона случился спустя несколько лет после того, как мадам Монтеспан, для которой он возводился, лишилась расположения короля. Эти павильоны наводили тоску на короля, который теперь хотел на этом месте видеть дворец.
Возведение нового Трианона, получившего название «Мраморный Трианон», было поручено архитектору Жюлю Ардуэн-Мансару.
От первого Трианона в наше время остались только очертания садов. Обстановка павильонов полностью утрачена, за исключением одного комода, нескольких стенных панелей в технике искусственного мрамора и нескольких ваз.
Маленький дворец, сверкавший самыми разными цветовыми оттенками, удивлявший своими украшениями и росписью, таким был первый Трианон. В записках Фелибьена Фарфоровый Трианон характеризуется как «маленький дворец необыкновенной конструкции, удобный для того чтобы провести здесь несколько часов в день во время тёплого лета».

## Описание
Фарфоровый Трианон — существовавший прежде комплекс из пяти павильонов, построенный в Версальском парке для приёма лёгких закусок во время прогулок короля. Центральный особнячок предназначался для отдыха короля, а в четырёх других павильонах, располагавшихся по периметру круглого двора, готовили королевские кулинарные лакомства. Во дворе одного из павильонов было установлено устройство, которое в наше время называется мангалом.
Шато было меблировано в «китайском стиле».

### Павильон короля
О внутреннем оформлении Фарфорового Трианона в наше время известно довольно мало. Доподлинно известно, что потолок был декорирован Франсуа Франсаром, художником королевской мануфактуры Гобеленов, и его братом Жильбером. Пол был выстлан фаянсовыми плитками. Павильон короля имел один этаж, крыша над которым была поднята очень высоко. В павильоне был предусмотрен центральный салон, имевший немногим более 7 метров в длину и почти 6 метров в ширину. По бокам к этому салону примыкали «Апартаменты Дианы» и «Апартаменты Амура», в каждом из которых была предусмотрена спальная комната с камином и кабинет. В кабинете была устроена небольшая лестница, ведущая на бельэтаж.
Весь декор, панели искусственного мрамора, деревянные панели и предметы обстановки были выдержаны в бело-голубых тонах, в тон фаянсовым плиткам, украшавшим стены павильона снаружи. Чертежи стенных панелей, хранящиеся в Национальном музее Швеции в Стокгольме, содержат изображения пастухов, вельмож и птиц. Французский скульптор Пьер Мазелен выполнил формовку искусственного мрамора, который затем расписал Франсар. Кровати резного дерева с позолотой были инкрустированы венецианскими зеркалами. В «Апартаментах Амура» находилась «Спальня Амура», предназначавшаяся для встреч Людовика XIV и мадам Монтеспан, роскошное оформление которой вдохновляло множество реставраторов.
В «Спальне Дианы» архитектор стремился имитировать внешний фаянсовый декор павильона, столы и круглые столики на одной ножке были раскрашены в бело-голубой гамме, а стены кабинета были отделаны китайской парчой. Мебель была выполнена голландским краснодеревщиком Пьером Голе.

### Четыре павильона круглого двора
По периметру круглого двора Фарфорового Трианона были построены четыре павильона, по два с каждой стороны от Павильона короля, которые предназначались для приготовления королевских кулинарных угощений. В первом готовили лёгкие блюда, подаваемые перед десертом, во втором — конфитюры, в третьем — протёртые супы, закуски и блюда, подаваемые после закусок, а в четвёртом — нарезали фрукты, накрывали столы для принцев и придворных.

### Сады
Финансирование садовых работ в Трианоне пришлось на 1670—1672 годы. Так, были оплачены тысячи тачек с землёй и бесчисленное число тачек с навозом, раскорчёвывание и распашка земли, левкои, анемоны, туберозы, испанские жасмины и нарциссы, закупленные в Константинополе, 60 конских каштанов было закуплено только в 1671 году.
Сады Фарфорового Трианона состояли из трёх частей, и это разделение сохранилось и в наше время:
- Садовая терраса, окаймлявшая центральный павильон;
- Пологий уклон, выходящий к Большому каналу;
- Нижний сад.

Король ввёл должность садовника с жалованьем 17 500 ливров специально для садов Фарфорового Трианона. Эту должность занял Мишель II Ле Буто (фр. Michel II le Bouteux), внучатый племянник Андре Ленотра.
На террасе были устроены два больших цветочных партера, украшенных фонтаном, в отделке которого также использовался фаянс. Очень хитрый приём был придуман садовником Мишелем Ле Буто, благодаря чему стало возможно в короткий срок менять композицию партеров. Цветы высаживали по горшкам, а горшки закапывали в землю и их размещение можно было менять по желанию. Таким образом, цветочную композицию можно было полностью менять в течение одного дня, предлагая королю и его гостям полностью обновлённую цветочную картину.
Пологий уклон, спускающийся к Большому каналу, выходил целиком на южную сторону. Король хотел сделать сады Трианона более ошеломляющими, чем сады Версаля, и главным чудом, по его задумке, должны были стать растущие здесь жасмин и цитрусовые. Людовик XIV и его садовники высадили их не в кадки, а сразу в грунтовую землю, на южном пологом уклоне. Это чудо стало возможно только благодаря устройству рамных конструкций, которые устанавливали на зиму и модернизировали с каждым последующим сезоном.
В Нижнем саду, отделённом от террасы стеной, декорированной фаянсом, цветы и фруктовые деревья были защищены от зимней непогоды съёмной оранжерейной конструкцией. Чтобы прибавить ещё больше чувственности этому жилищу, Людовик XIV в 1671—1672 годах распорядился устроить «Кабинет ароматов» (на месте современного Садового салона Большого Трианона), который по счетам обошёлся в 1920 ливров, «для лотков и выдвижных ящиков с образцами ароматов», где была собрана коллекция эссенций редких цветов из садов Трианона.

## События в Фарфоровом Трианоне
Комплекс Фарфорового Трианона не был предназначен для постоянного проживания. Тем не менее, его посещали примечательные гости — члены Сиамского посольства или дож Генуи.
Этот комплекс очень хорошо подходил для праздников и развлечений. В ходе семидневных королевских торжеств в Версале, получивших название Дивертисмент 1674 года 11 июля 1674 года праздник был устроен в садах Фарфорового Трианона. Здесь при помощи ветвей деревьев была образована беседка, украшенная цветами; в просветах между ветвями устроили ниши для музыкантов и хористов. Перед Людовиком XIV и его двором в этот вечер исполняли Эклогу Версаля под управлением Люлли, текст которой написал Филипп Кино.
27 июля 1685 года король дал здесь торжественный ужин в честь помолвки герцога Бурбонского и своей узаконенной дочери Луизы Франсуазы.